# Ölling (Gemeinde Laakirchen)
Ölling ist ein Dorf und eine Katastralgemeinde in der Stadtgemeinde Laakirchen in Oberösterreich. Den Status als Ortschaft, den es noch 2011 innehatte, hat Ölling verloren.
Der Ort liegt östlich von Laakirchen leicht nördlich der Gmöser Straße (L1311), die Forstern mit Kirchham verbindet, und besteht aus mehreren landwirtschaftlichen Anwesen. Durch Ölling führen mehrere regionale Wanderwege. Weitere Ortslagen sind die Streusiedlung Boden und die Rotte Hüttwinkel.